# 巴达维亚 (俄亥俄州)
巴达维亚（Batavia）是美国俄亥俄州克莱蒙县森特镇区的一个村，是克莱蒙县的县城。2010年人口普查时人口为1509人。

## 历史
巴达维亚在1788年5月28日由弗朗西斯·明尼斯船长，约翰·奥本农，尼古拉斯·凯勒，Archelus Price和约翰·奥姆斯利约翰·奥姆斯利进行了调查。弗吉尼亚州埃泽基尔·迪米特在1797年秋天成为该地区第一个定居者。乔治·伊利（George Ely）在1807年采购了明尼斯调查，并于1814年10月24日对该镇制图，可能以纽约州巴达维亚命名。1824年2月24日，克莱蒙县城从新里士满搬到巴达维亚。